# 中国2010年上海世界博览会中南美洲联合馆
中国2010年上海世界博览会中南美洲联合馆是2010年上海世博会上代表中南美洲部分国家的联合展馆，位于世博园区C片区。展馆由原上钢三厂老厂房改造而成，设计师是同济大学教授莫天伟。

## 参展国家
| - 乌拉圭 - 巴拉圭 - 巴拿马 | - 尼加拉瓜 - 玻利维亚 | - 薩爾瓦多 |